# 楊振武
楊 振武（よう しんぶ、1955年5月 - ）は、中華人民共和国の官僚・政治家。河北省新楽県出身。中国共産党第第17期・第18期・第19期代表。中国共産党第第19期中央委員。第13回全国人民代表大会常務委員会秘書長。

## 経歴
1955年5月、河北省新楽県で生まれる。文化大革命末期の1973年より新楽県の馬頭鋪公社で団支部書記として労働に従事。1975年、南開大学中文系漢語言文学科に入学した。1975年4月に中国共産党入党。1978年から人民日報社に入り、編集者、記者、記者部副主任・主任、機関党委書記、総編集長を経て2014年4月30日に社長就任。2018年3月、第13回全国人民代表大会第1回会議で17日、楊振武が秘書長に選出された。2018年4月3日に人民日報社の社長を辞任しました。